# Pancraç de Roma
Pancraç (llatí: Pancratius grec antic: Παγκράτιος), venerat com a sant per l'Església Catòlica i a tota la cristiandat, va ser un ciutadà romà convertit al cristianisme i, per no voler renunciar-hi, va ser martiritzat a Roma.

## Hagiografia
Nascut al final de l'any 289 a Sínnada a Frígia Salutaris. Els seus pares, rics, eren d'origen romà: Ciríada, la mare, va morir durant el part i el pare, quan Pancraç tenia vuit anys. Se'n va fer càrrec del nen son oncle Dionisi, que el portà a Roma, on va viure a la vil·la patrícia del Mont Cel·li. Allà van convertir-se al cristianisme i van ser batejats.
Durant la persecució de Dioclecià, Pancraç va ser cridat a oferir sacrificis als déus romans i, en negar-s'hi, va ser jutjat pel mateix emperador que, en veure que el jove no cedia i continuava negant-se a abjurar de la fe cristiana, el va condemnar a morir decapitat.
Executat vora el temple de Janus, a la Via Aurèlia, el seu cos va ser recollit per la matrona Octavil·la, que el va enterrar a les catacumbes. Al lloc del martiri hi ha una inscripció antiga que diu: «Hic decollatus fuit Sanctus Pancratius» ('Aquí hi va ser degollat Sant Pancraç'). El Papa Símmac (498-514) va erigir una basílica sobre el sepulcre, la basílica de San Pancrazio.

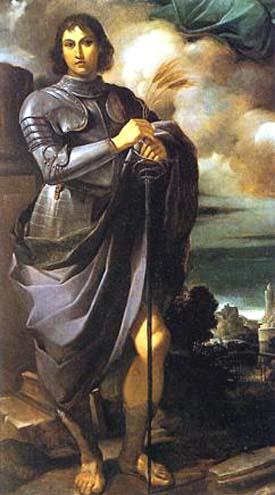
San Pancraç pel Guercino (1616)
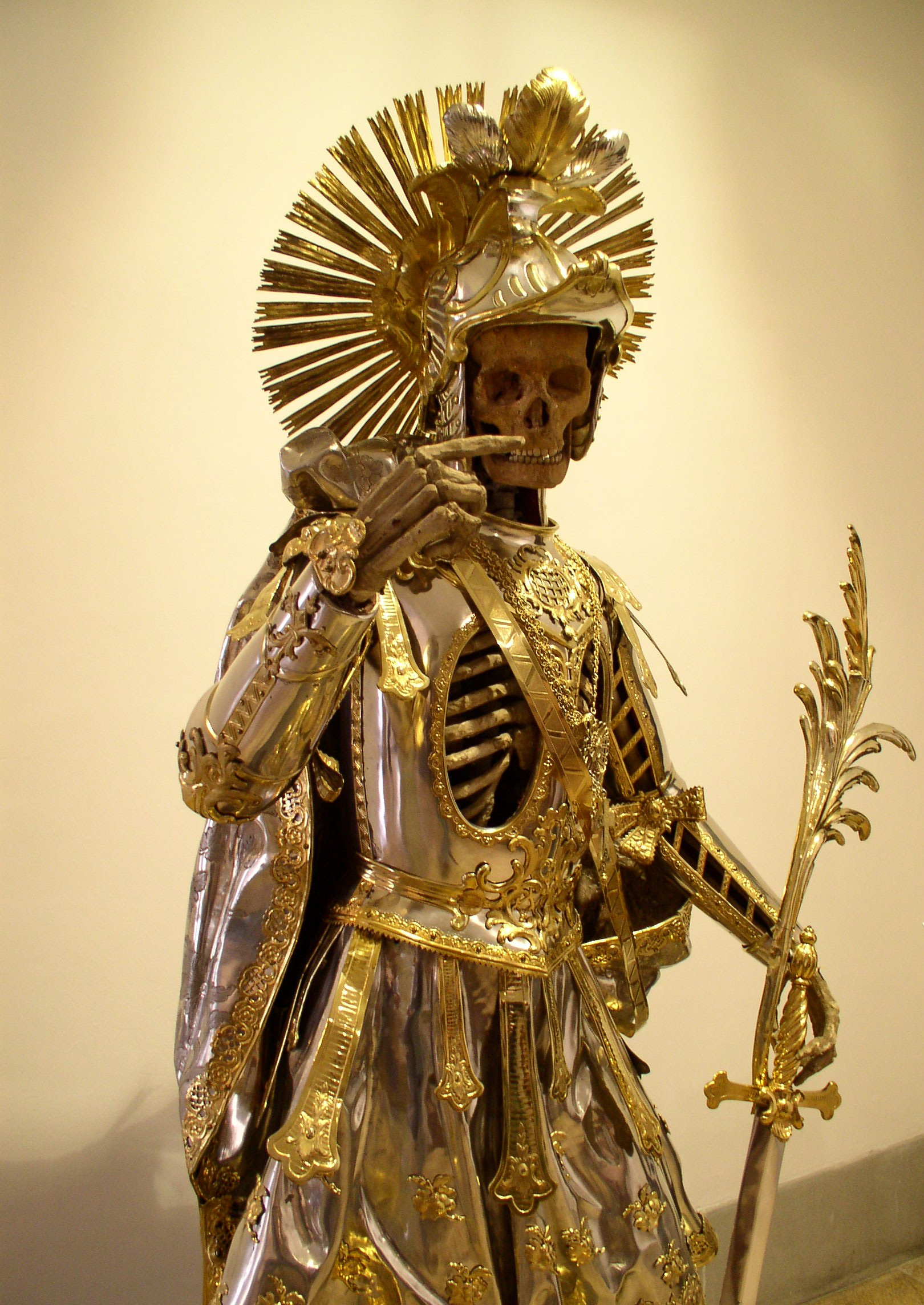
Imatge-reliquiari del s. XVIII (Abadia de Sankt Gallen)
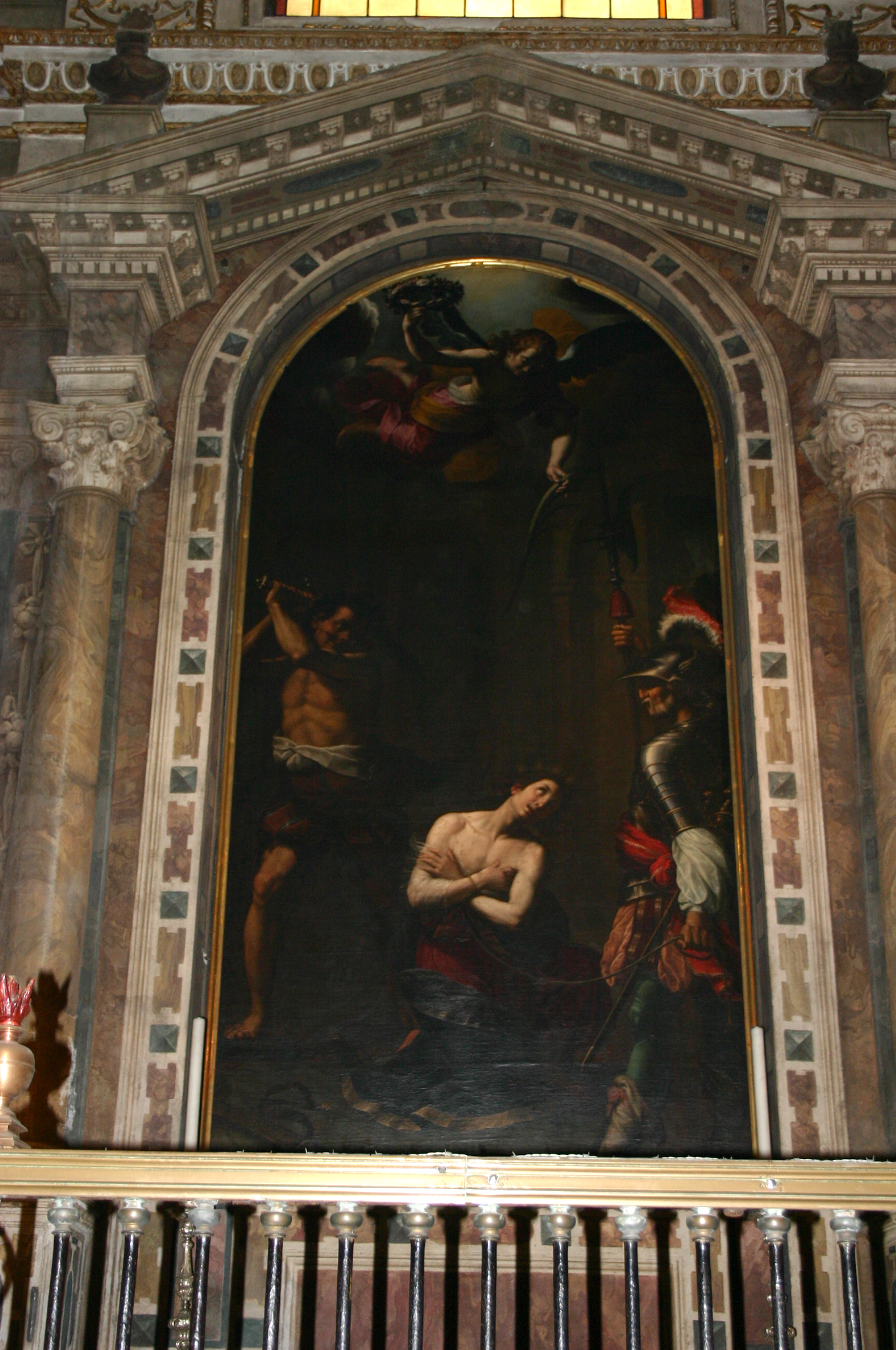
Martiri de St. Pancraç per G.B. Ossona (Milà, Sant'Alessandro)
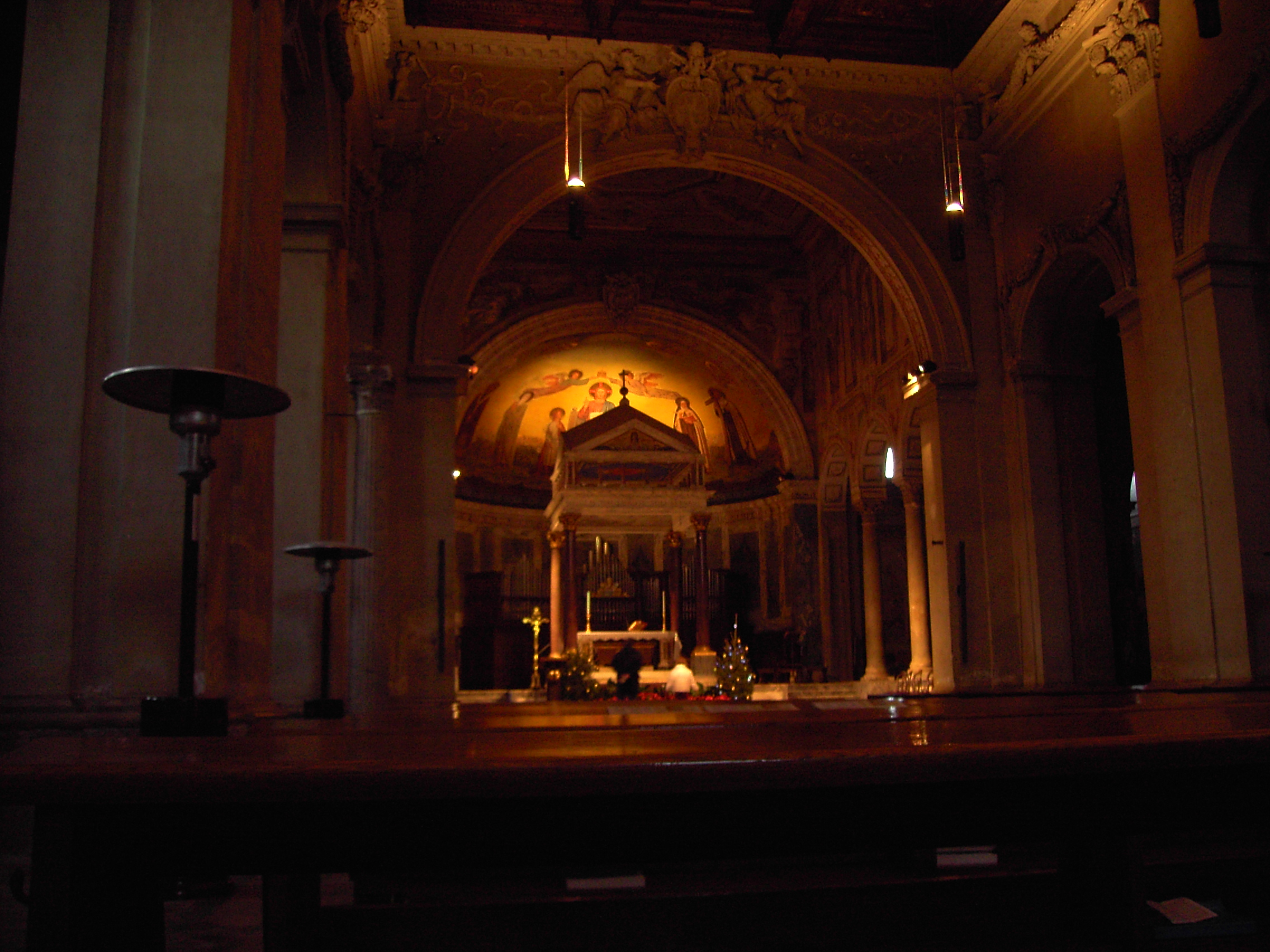
Interior de la Basílica de St. Pancraç de Roma, amb l'altar i les seves restes

## Veneració
Venerat com a màrtir des de temps antics, la seva festa se celebra el 12 de maig. Entre 1595 i 1969, aquesta festivitat es feia conjuntament amb les dels sants Nereu i Aquil·leu i Domicil·la de Roma.

És un sant invocat per qui necessita diners, treball o un canvi de fortuna. Molts comerços i botigues exhibeixen una imatge del sant, a la qual es col·loca un ram de julivert perquè proporcioni sort. Hi ha una dita popular en aquest sentit: 
| « | Sant Pancraç ve amb un pa sota el braç | » |

.
Sant Pancraç es considera en diverses cultures europees com un dels sants de glaç junt amb Mamert i Servaci. En aquests dies de maig (o de finals de maig segons el calendari julià) es poden esperar uns dies de més fred.

### Relíquies

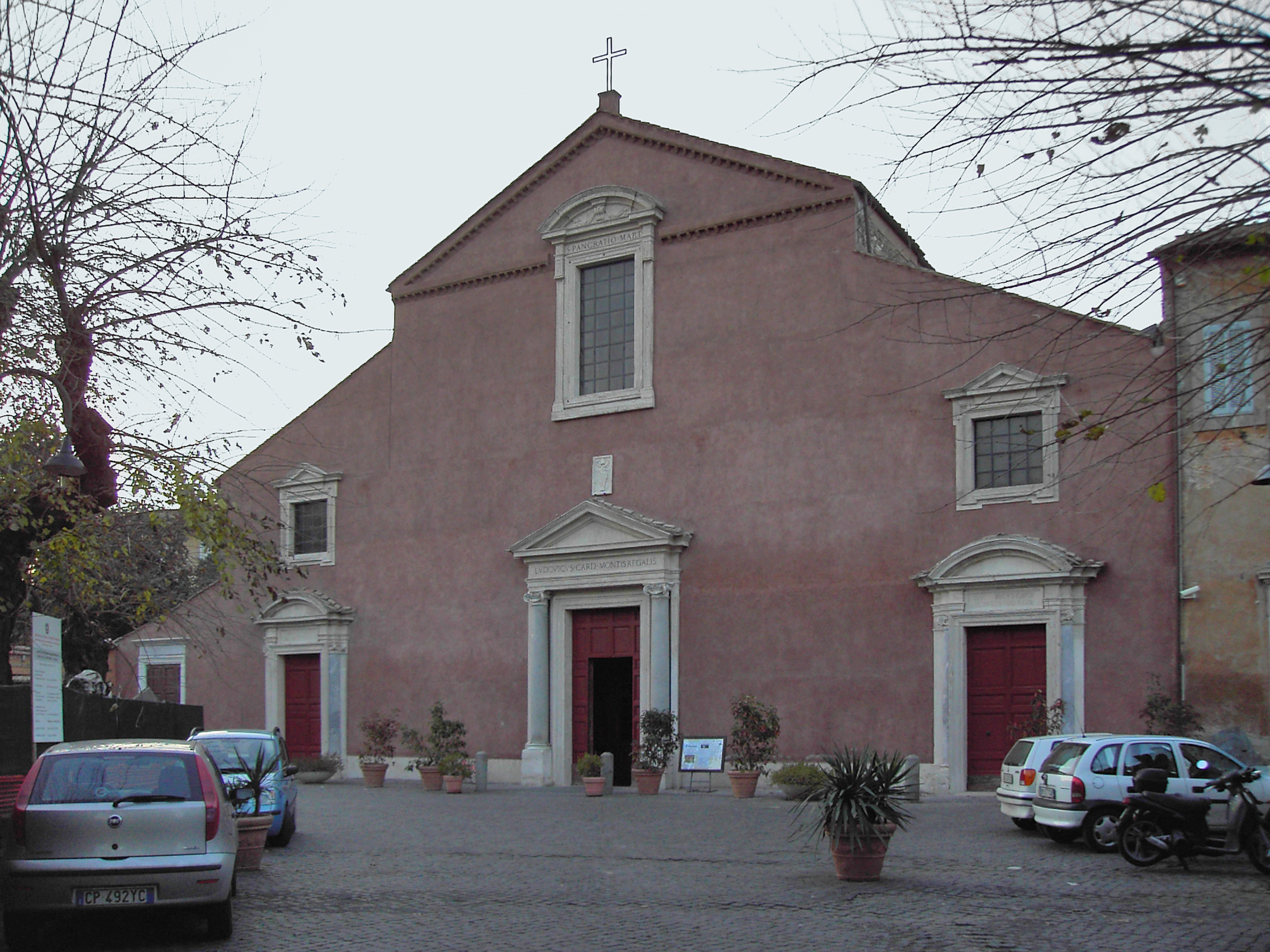
Façana de Sant Pancraç de Roma

Vora el lloc del martiri es va aixecar la basílica de Sant Pancraç, on va venerar-se'n el cos, dipositat per Honori I, en una urna de pòrfir a l'altar major. El 1798, als avalots de la República Romana, el cos va ser profanat.